# パニック!アット・ザ・ディスコ
パニック!アット・ザ・ディスコ（Panic! at the Disco）は、アメリカ合衆国のポップ・ロック・バンド。略称は「P!ATD」。2004年にライアン・ロス、スペンサー・スミス、ブレント・ウィルソン、ブレンドン・ユーリーの4人組バンドとしてネバダ州ラスベガスで結成。その後メンバーの加入や脱退を経て、2015年から2023年の解散までユーリーのソロ・プロジェクトとして活動を続けた。
高校時代にデモ曲を3曲録音し、2005年にスタジオ・アルバム『フィーバーは止まらない』とシングル『殉死と自殺の差は記事になるかならないか』でデビュー。アルバムは180万枚を売り上げ、同作からの第2弾シングルである「アイ・ライト・シンズ・ノット・トラジェディーズ〜いつわりのウェディング」はアメリカレコード協会からオクタプル・プラチナ認定（2023年6月時点）を受けた。2006年にウィルソンが解雇され、その後任としてジョン・ウォーカーが加入。2008年にクラシック・ロックに転向した2作目のスタジオ・アルバム『プリティ。オッド。』を発売するも、2009年にロスとウォーカーが脱退。
残った2人はデュオとして活動を続けることを発表し、映画『ジェニファーズ・ボディ』の主題歌である「ニュー・パースペクティブ」をデュオ初のシングルとして発売。2009年にツアー・メンバーとしてギタリストのイアン・クロフォードとベーシストのダロン・ウィークスが加わり、翌年にウィークスが正式なメンバーとなる。2011年にウィークス加入前に録音・制作された3作目のスタジオ・アルバム『悪徳と美徳』を発売。2012年にクロフォードが離れる。2013年に3人体制で録音・制作を行った4作目のスタジオ・アルバム『生かしておくには型破り過ぎるが、殺すにはレアすぎる!』を発売。アルバム発売前の7月にスミスがアルコールと薬物の依存症であることを明かし、8月にリハビリのために夏以降のツアーは不参加であることを発表。同年にギタリストのケネス・ハリスとドラマーのダン・パウロヴィッチがツアー・メンバーとして加わった。
2015年にスミスが正式に脱退を発表し、ウィークスがツアー・メンバーに戻ったことにより、バンドはユーリーのソロ・プロジェクトとなった。2016年に5作目のスタジオ・アルバム『ある独身男の死』を発売し、Billboard 200で自身初の第1位を獲得。2017年12月にウィークスがバンドから離れることを発表し、その後任にニコル・ロウが迎えられた。2018年6月、6作目のスタジオ・アルバム『プレイ・フォー・ザ・ウィキッド』を発売し、自身2作目となるBillboard 200での第1位を獲得。アルバムからの先行シングルである「ハイ・ホープス」は、Billboard Hot 100で自身最高位となる4位を獲得したほか、Hot Rock Songsの最長首位記録を更新した。同年9月にハリスがツアー・メンバーから外れ、翌月に後任としてマイク・ネイランが加わる。2022年8月に7作目のスタジオ・アルバム『ヴィヴァ・ラス・ヴェンジャンス』を発売し、同作を引っさげたツアー中の2023年1月24日にバンドの解散を発表。同年3月10日のマンチェスター・アリーナ公演をもって解散。
2024年10月29日、2025年10月18日に開催される音楽フェスティバル『ホエン・ウィ・ワー・ヤング』に出演することを発表。

## 経歴

### 2004年 - 2005年: 結成 - デビュー前
パニック!アット・ザ・ディスコは、2004年にネバダ州ラスベガスでライアン・ロスとスペンサー・スミスによって結成。2人はビショップ・ゴーマン高校に通学していて、9年生の時に一緒に演奏するようになった。その後、パロ・ヴェルデ高校に通うブレント・ウィルソンとブレンドン・ユーリーが加入。バンド名はネイム・テイクンが同年に発表した楽曲「Panic」の歌詞に由来する。
間もなくして4人はスミスの祖母の家のリビングでリハーサルを行なう。当時はロスがバンドのリード・ボーカルを務めていて、ユーリーはギタリストとして加入したが、ユーリーの方が歌が上手いということからユーリーがリード・ボーカルを務めることとなった。結成からしばらくはブリンク 182のコピーバンドとして活動。
バンドの新しい練習場所を借りるための資金を得るために、ユーリーはトロピカル・スムージー・カフェで働き始めた。メンバー4人は勉学よりも音楽に集中するようになり、中でもロスは大学を中退したことで父親と不仲となった。
ロスとユーリーは、LiveJournalを通じてフォール・アウト・ボーイのベーシストであるピート・ウェンツにデモ音源を送った。当時フォール・アウト・ボーイのメンバーとしてロサンゼルスでメジャー・デビュー・アルバム『フロム・アンダー・ザ・コーク・ツリー』の制作を行なっていたウェンツは、4人と会うために車でラスベガスに向かった。バンドの演奏を「2〜3曲」聴いたウェンツは感動し、すぐに自身が立ち上げたディケイダンス・レコード（当時はフュエルド・バイ・ラーメンの傘下レーベル）の第1弾アーティストとして売り出すためにバンドに契約を求めた。2004年12月、バンドはレーベルと契約。当時バンドはライブを開催したことがなく、ウェンツがそのようなバンドと契約したことがニュースとして報じられると、インターネット上のファンはバンドを強く非難し始めた。2006年にインタビューでロスは「ほぼすぐに何が起こったのかがわかった」「僕らはオンライン上で2曲公開していて、人々はもう僕らがどういうサウンドを演奏するバンドなのか憶測を立てていた」と語っている。
その一方で、ウェンツはステージ上で「Pete! at the Disco」と記されたTシャツを着たり、「2005 MTV Video Music Awards」の前日に行なわれたプレス・ジャンケットをはじめとしたインタビューでバンドについて言及するなどバンドの広報活動を始めた。レーベルとの契約当時、ネバダ大学ラスベガス校を中退したロスを除くメンバー3人は高校生だった。デビュー作のレコーディングは6月に延期となり、それまでにユーリーが高校を卒業し、ウィルソンとスミスの2人が通信教育課程を修了した。

### 2005年 - 2006年: 『フィーバーは止まらない』

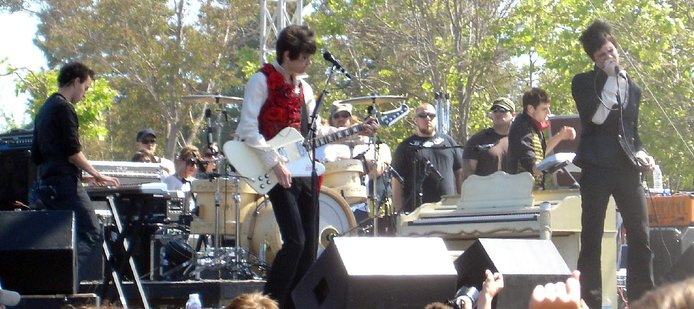
カリフォルニアで行なわれたイベントでのパニック!アット・ザ・ディスコ（2006年）

2005年春、バンドはメリーランド州に移り、同年6月からデビュー・アルバムのレコーディングを開始。メリーランド州に到着した時点で曲は未完成であったが、長時間に及ぶセッションを通して形づくられた。プロデュースはマット・スクワイアが手がけ、11,000ドルの予算でミキシングやマスタリングも含めて3週間半で制作が行なわれた。ロスによれば、アルバムの完成後は「家に帰って、バンドがどうあるべきかを考えるために2週間を使った」という。
9月27日、スタジオ・アルバム『フィーバーは止まらない』とシングル『殉死と自殺の差は記事になるかならないか』の同時発売でデビュー。同作はBillboard 200で初登場112位に記録し、翌年の同チャートで最高位13位を記録。『ビルボード』誌のHeatseekers Albumsでは2週連続で第1位を獲得した。またアルバム発売の4か月後に第2弾シングルとしてリカットされた「アイ・ライト・シンズ・ノット・トラジェディーズ〜いつわりのウェディング」は50万枚を超える売上を記録し、Billboard Hot 100で最高位7位を記録した。
2006年1月から5月にかけてジ・アカデミー・イズのヘッドライニング・ツアー「The Ambitious Ones and Smoking Guns Tour」に参加。4月1日に幕張メッセ公演で開催された「PUNKSPRING」の東京公演では、OCEAN STAGEのトリを務めた。5月17日、公式サイト上でウィルソンの脱退が発表される。この翌月、ウィルソンの脱退は「責任感のなさ」や「バンド内での音楽的な進歩のなさ」を理由とした「解雇」であることが明かされ、同時にスミスはウィルソンがアルバムのレコーディングには不参加で、アルバム収録曲のベースのパートをユーリーとロスの2人が作り、ユーリーがベースを演奏したことを明かした。
その後、ウィルソンの後任としてジョン・ウォーカーが加入。6月6日から8月4日にかけて自身初となる北米ヘッドライニング・ツアーを開催。8月、「アイ・ライト・シンズ・ノット・トラジェディーズ〜いつわりのウェディング」がアメリカレコード協会からゴールド認定を受け、同曲のミュージック・ビデオがMTV Video Music Awardsで最優秀ビデオ賞を受賞。10月24日に発売された『ナイトメアー・ビフォア・クリスマス オリジナル・サウンドトラック』に参加し、「ハロウィーン・タウンへようこそ」をカバー。
同年秋には『Nothing Rhymes With Circus Tour』と題したヘッドライニング・ツアーを開催し、『フィーバーは止まらない』の収録曲を中心にクイーンの「キラー・クイーン」やビートルズの「エリナー・リグビー」のカバーなどを演奏。ツアーでは6人組の一座による寸劇や奇術が演出として取り入れられた。『ニューヨーク・タイムズ』紙のケレファ・サネは肯定的な評価をし、MTVニュースのジェイムズ・モントゴメリーは同ツアーをジャネット・ジャクソンが1998年から1999年にかけて開催した『The Velvet Rope Tour』になぞらえた。

### 2007年 - 2009年: 『プリティ。オッド。』

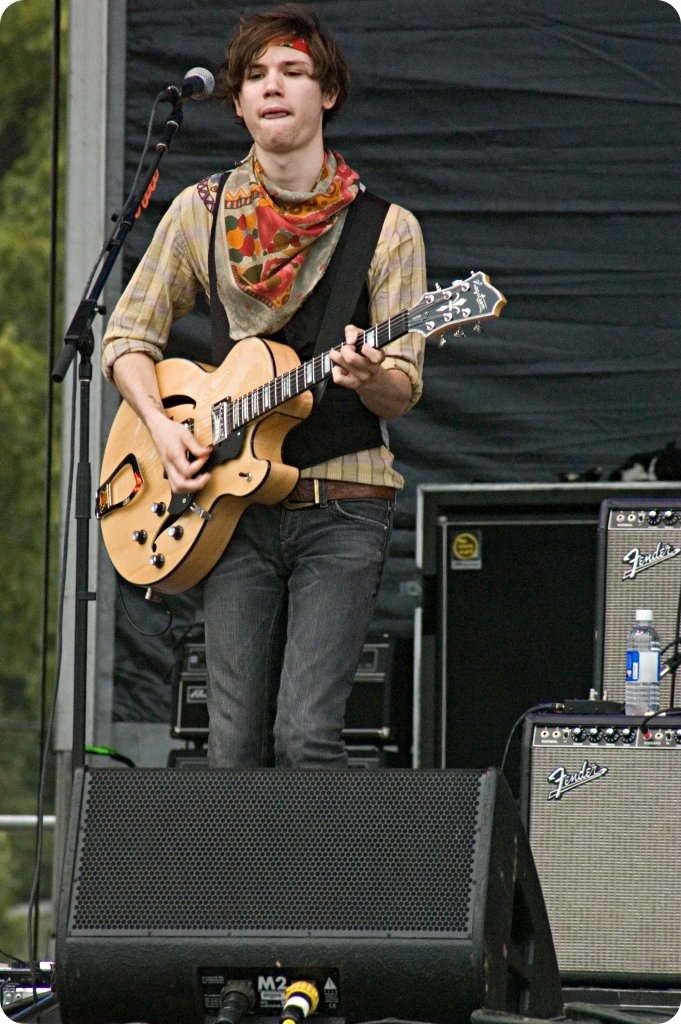
ギタリストのライアン・ロス（2007年撮影）。2009年の脱退までバンドの主要なソングライターとしての役割も担っていた。

2006年12月、新しいアルバムのアイデアについて言及。短期間でアルバムのアイデアをまとめ上げ、2007年3月にネバダ州の田舎町にある小屋で曲作りを開始し、4月に作業の拠点がロサンゼルスに移る。この時点でのアルバムのタイトルは『Cricket & Clover』で、収録曲の候補には前年の『サマーフェスト』で演奏された「It's True Love」や、後に『悪徳と美徳』の収録曲として仕上げられた「ニアリー・ウィッチズ」が挙げられていた。6月1日にアルバムのレコーディングが開始され、8月までにロスいわく「4分の3」ほど完成していたが、メンバーが完成間近のアルバムに興味を失ったことからこのアイデアは放棄されることとなった。
その後当初のアイデアと相反するそれぞれに全然、違うタイプの曲を集めた作品として改めて曲作りを始め、9月にラスベガスにあるスタジオ・アット・ザ・パームスでレコーディングを開始。12月11日、Billboard.comが2作目のアルバムについて報じ、ビートルズやローリング・ストーンズ、ボブ・ディランといったバンドやアーティストからの影響を受けていて、従来の作品では未使用だったハーモニカやスライドギターなどが取り入れられた作品であると説明した。同作の収録曲の作詞作曲にはロスを中心に全員が参加しており、このうち「アイ・ハヴ・フレンズ・イン・ホーリー・スペーシズ」と「フォーキン・アラウンド」の2曲はユーリーが単独で手がけた。また、同作ではストリングスとホーンセクションが取り入れられ、これらは2008年1月にアビー・ロード・スタジオで録音された。

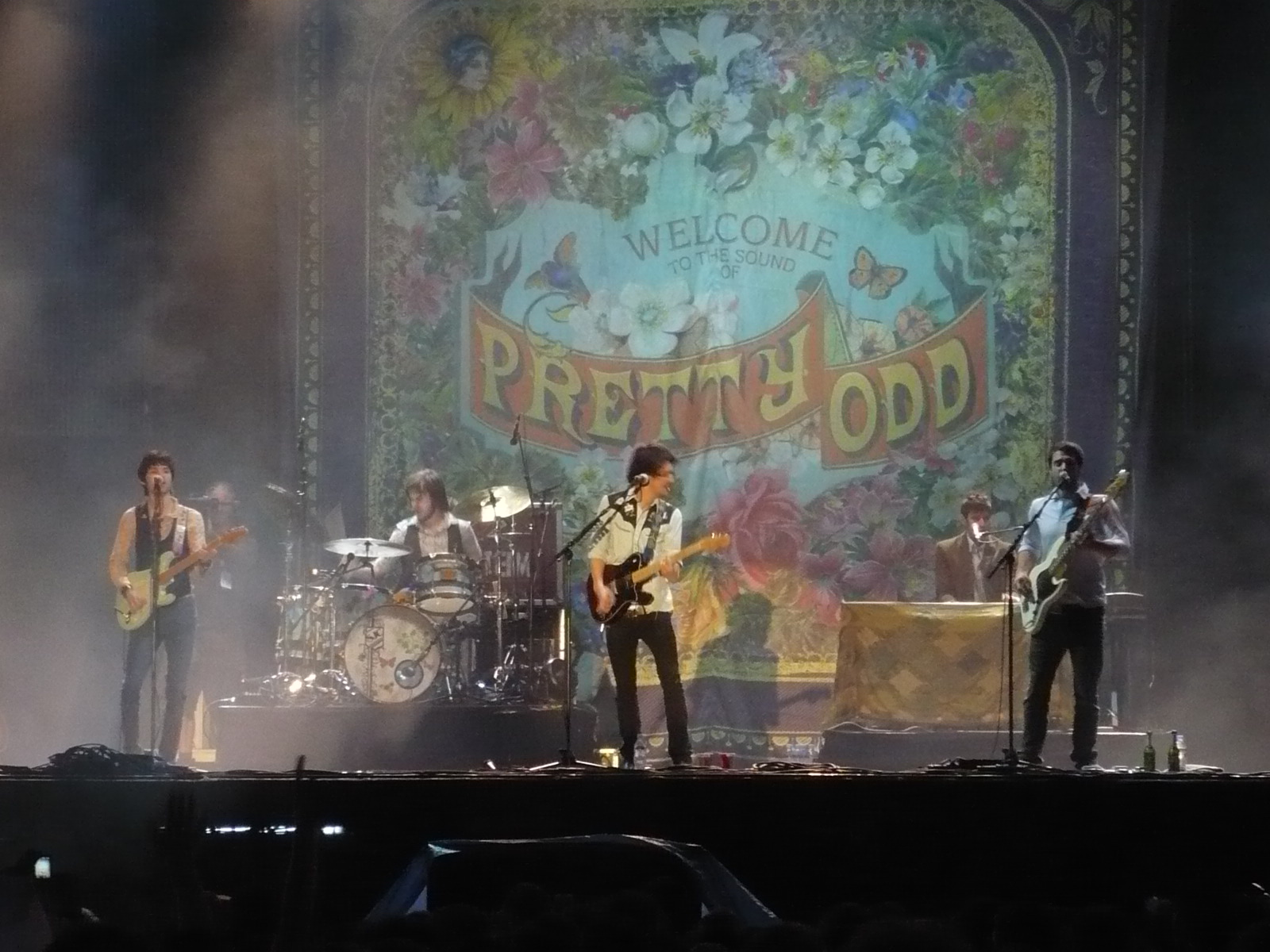
『ハリケーン・フェスティバル』にて（2008年6月）

2008年1月10日、同年の『ホンダ・シヴィック・ツアー』でヘッドライナーを務めることを発表し、同時にバンド名を感嘆符を含めない「パニック・アット・ザ・ディスコ」（Panic At The Disco）に変更することを発表。同月29日、後に発売されるアルバムからの第1弾シングルとして「ナイン・イン・ジ・アフターヌーン〜恋するタイミング」を発売、2月10日の午後9時にMTVでミュージック・ビデオが公開された。3月21日、2作目のスタジオ・アルバム『プリティ。オッド。』を発売。アルバムは発売1週目で139,000枚を売り上げ、Billboard 200で初登場2位を記録し、『ビルボード』誌のTop Alternative Albumsでは第1位を獲得した。同作について『MTVニュース』は「『フィーバーは止まらない』よりもはるかに穏やかで、おそらくここ10年間で最もビートレスクなアルバム」と評し、『NME』誌は「悲観的な出世主義を打ち負かした芸術的な熱意の勝利」と見なし「今年の心地いいサイケ・ポップ・アルバムの1つ」と称した。

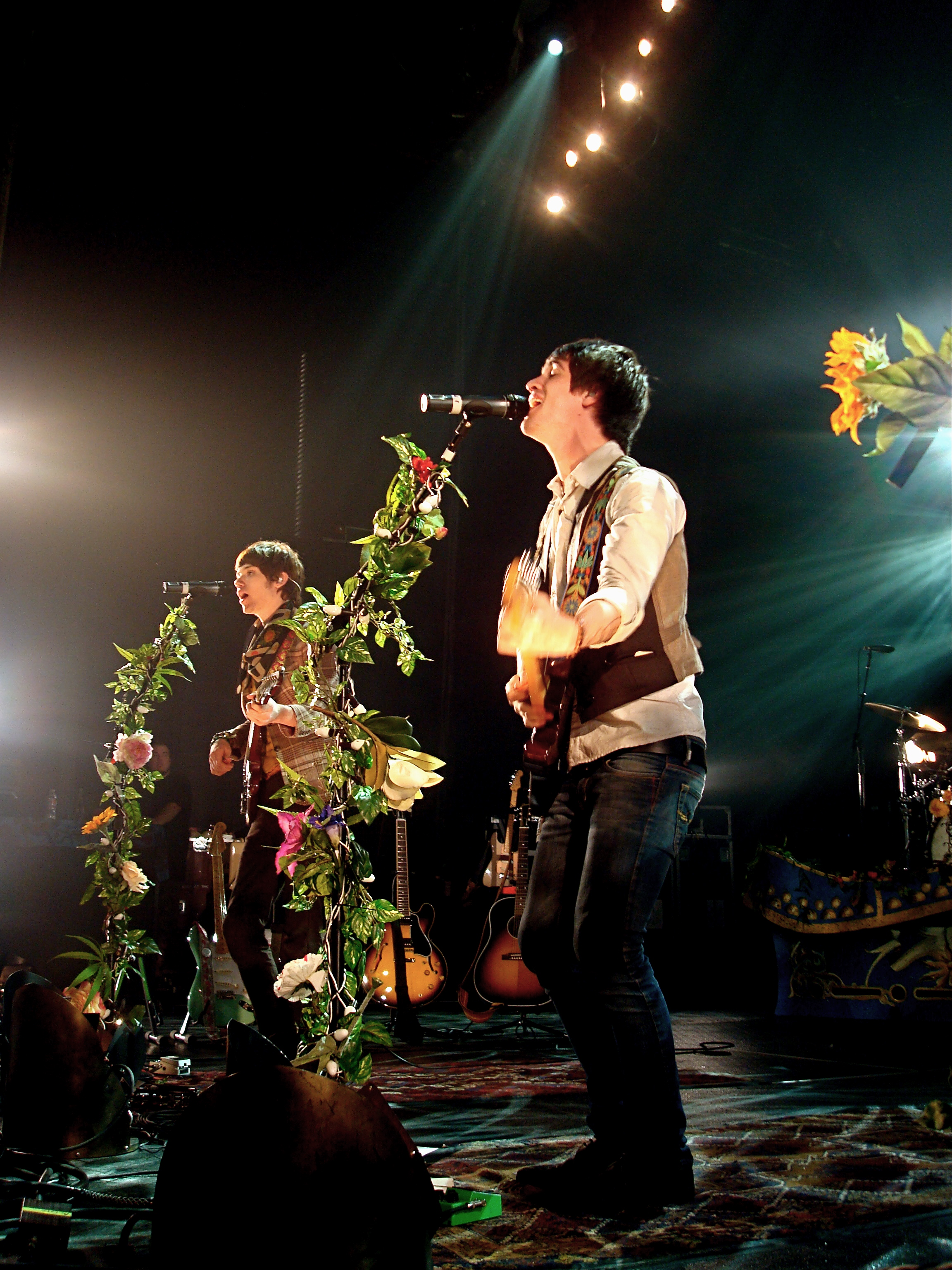
『ホンダ・シヴィック・ツアー』のヒューストン公演（2008年4月20日）でのロス（写真左）とユーリー（写真右）

アルバムの制作期間中であった2007年8月にはフォール・アウト・ボーイやジ・アカデミー・イズらとともに「Decaydance Fest」を世界各国で開催し、同年の「SUMMER SONIC 07」にも出演した。アルバム発売後の2008年4月10日から6月14日にかけてホンダ・シヴィック・ツアーが開催され、同ツアーにはモーション・シティ・サウンドトラック、ザ・ハッシュ・サウンド、ファントム・プラネットも参加した。同年10月5日から11月14日にかけてダッシュボード・コンフェッショナルやザ・キャブらとともにテレビゲーム『Rock Band 2』のプロモーションを目的としたライブツアー『Rock Band Live Tour』を開催。
この年のライブツアーでは森を連想させるステージセット、動植物を投影するスクリーン、花と照明で飾ったマイクスタンドが使用されるなど、「暗いサーカス」をテーマとした従来のステージセットとはまったく異なる様式が採用された。また「これまでで最も環境に配慮したツアー」ともなっており、バンドは非営利の環境関連の団体2社と提携を結び、ツアー中の移動にはバイオディーゼル燃料を使用したバスを採用した。またバンド内でプラスチックの再利用やリサイクルを行ない、ツアーの小冊子には再生紙と大豆インクを使用したほかツアーの収益が全額環境団体に寄付される「エココンテスト」が企画された。
12月2日、『ホンダ・シヴィック・ツアー』からコングレス・シアターでのシカゴ公演（5月23日・24日）でのライブ音源を収録したライブ・アルバム『ライヴ・イン・シカゴ』を発売。DVD付の2枚組で、DVDにはライブ映像のほかボーナス映像として「ナイン・イン・ジ・アフターヌーン〜恋するタイミング」「マッド・アズ・ラビッツ」「ザット・グリーン・ジェントルマン」「ノーザン・ダウンポア」の4曲のミュージック・ビデオおよびその舞台裏映像、ツアードキュメンタリー『イン・ザ・デイズ・ドキュメンタリー』などが収録された。

### 2009年 - 2015年: 新体制での活動

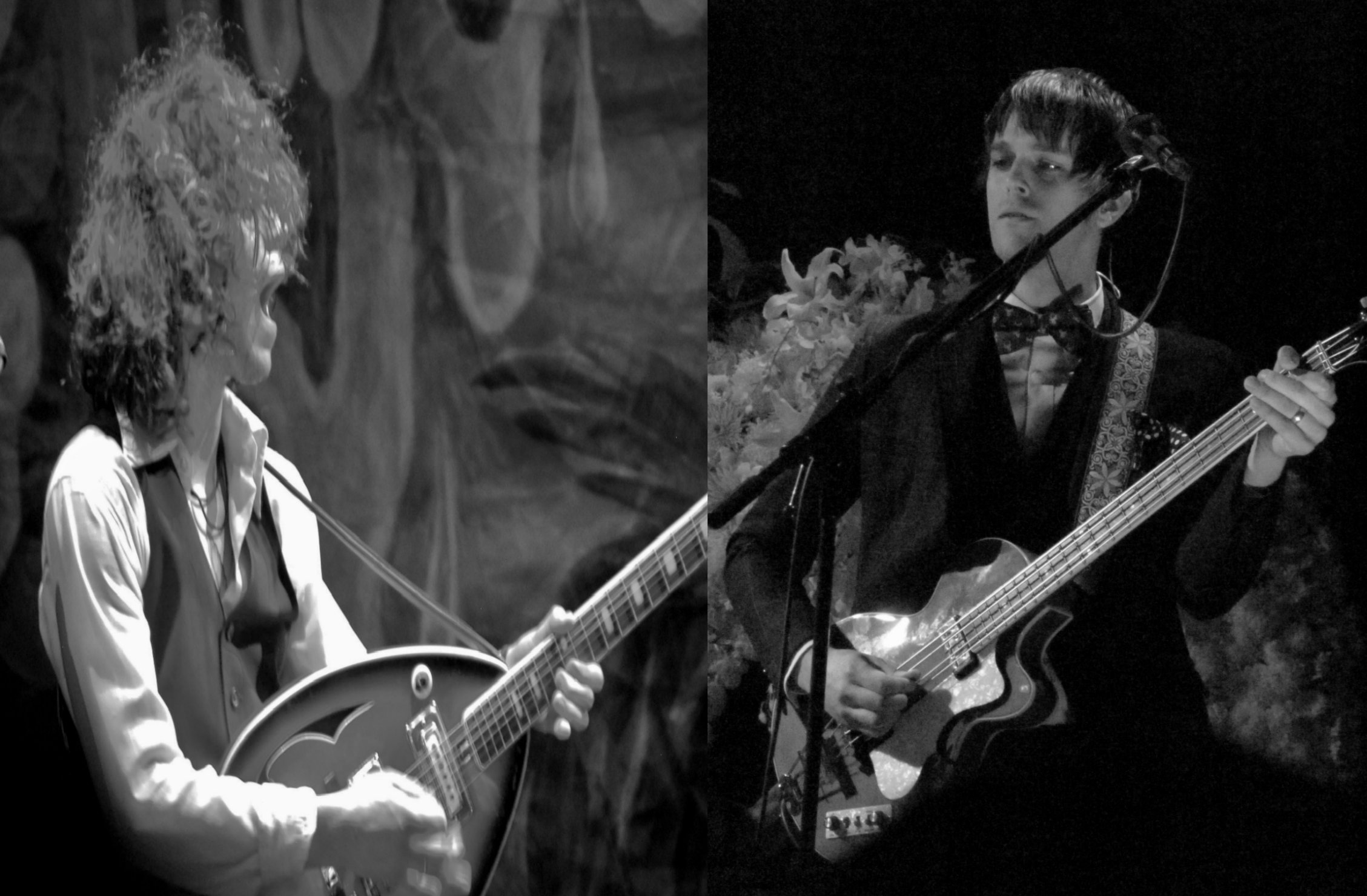
ツアーメンバーとして参加したクロフォード（左）とウィークス（右）

2009年6月、ユーリーが「ここ半年間」でロスの自宅でアルバムの制作に取り組んだことを明かした。しかし、2009年7月6日に公式サイトにて、ロスとウォーカーが「さらなる音楽の追求」を理由に脱退を発表。脱退後に応じた『MTVニュース』の取材で、ロスはスペンサーとはごはんを食べながらお喋りしてたんだ。その時、不意に大きな疑問が沸いてきた。おまえは何がやりたいんだって。だから『どうだろう? しばらく自分達がやりたいことをやったほうがお互いにとっていいと思うんだけど』って提案してみた。するとスペンサーが言ったんだ。『その言葉が聞けてうれしいよ。まさに同じことを言おうとしてたんだ』って。決してケンカ別れしたわけではないよ。それが僕らが取るべき唯一の選択肢だったんだと回想している。また、「レトロな印象を持たせたロック」調の楽曲作りに興味を持っていたロス（とウォーカー）と、バンドに求める音楽が「より洗練されたポップ・サウンド」であるユーリーとの間で「創作性の違い」が生じたことがロスによって明かされている。脱退後、ロスとウォーカーはザ・ヤング・ヴェインズを結成し、2010年6月8日にアルバム『Take a Vacation!』でデビューした後、同年12月をもって活動を休止した。

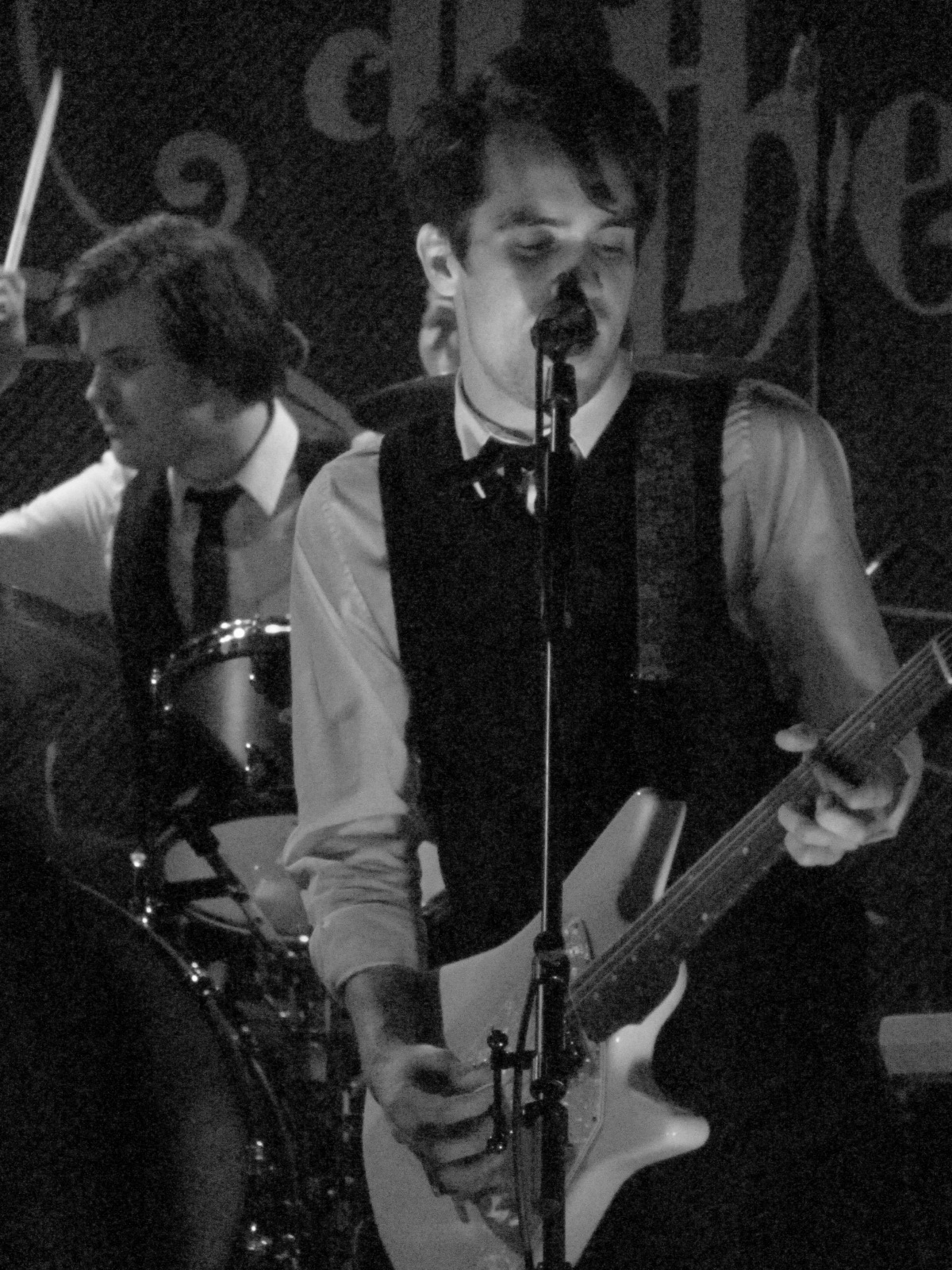
2011年2月1日、バワリー・ボールルームで演奏するスミス（写真左）とユーリー（写真右）。

この時点で3作目のアルバムの制作や、8月からのブリンク 182らとのツアーで前座を務めることが発表されていた。この翌日、映画『ジェニファーズ・ボディ』のサウンドトラックとして楽曲「ニュー・パースペクティブ」を提供したことを発表。7月10日、バンド名が再び感嘆符を含む「パニック!アット・ザ・ディスコ」（Panic! At The Disco）となることが発表された。7月28日、2人体制になってから初となる楽曲「ニュー・パースペクティヴ」を発売。7月30日、ブリンク 182のツアーに参加するにあたり、ギタリストとして元ザ・キャブのイアン・クロフォード、ベーシストとしてザ・ブロベックスのダロン・ウィークスを迎えることを発表。
2010年に入り、3作目のスタジオ・アルバムのレコーディングを開始し、7月末に完了。この時期にウィークスが正式なメンバーとして加入。加入から間もなくして発売されたアルバムでは、ウィークスは作曲作業やレコーディングに携わっていないが、アルバムのカバー・アートに「ユーリーとスミスの後ろに立つ仮面を被った人物」として登場している。2011年1月19日、3月29日に3作目のスタジオ・アルバム『悪徳と美徳』を発売することを発表。プロデュースはブッチ・ウォーカーとジョン・フェルドマンが手がけた。2月1日にアルバムからの第1弾シングルとして「モナリザのバラード」を発売し、7日後の2月8日にミュージック・ビデオを公開。
2011年5月12日、FUN.とのコラボ曲「C'mon」を発売。9月7日、テレビゲーム『バットマン アーカム・シティ』のサウンドトラックとして「Mercenary」を提供したことを発表。

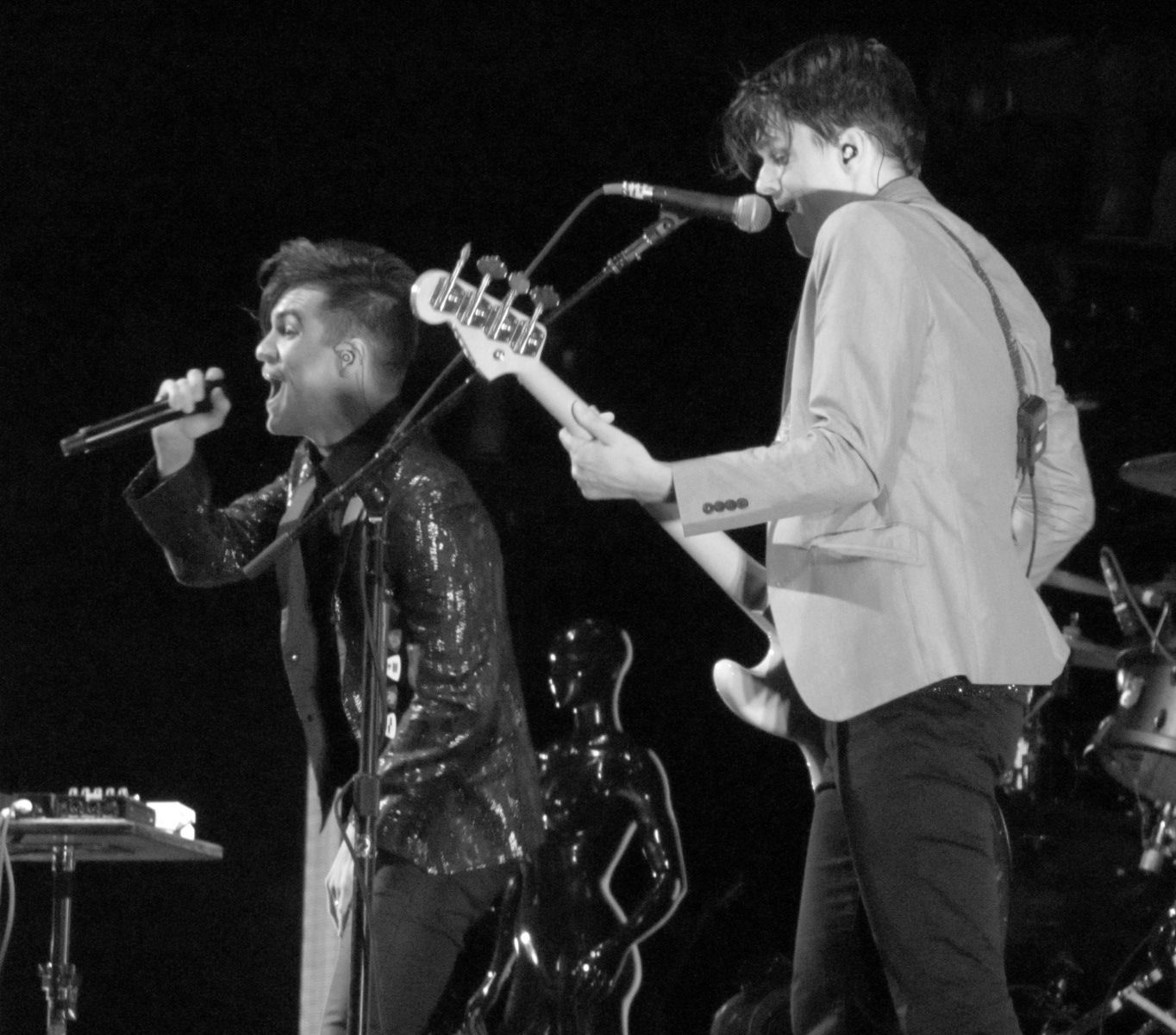
スミスのツアー離脱後は、ユーリーとウィークスの2人（正規メンバーとして）で活動を続けた。

2012年7月15日、クロフォードが「リアルで本格的な音楽がやりたい」という理由でツアーメンバーから外れることを発表。2013年7月15日、10月8日に4作目のスタジオ・アルバム『生かしておくには型破り過ぎるが、殺すにはレアすぎる!』を発売することを発表。同日、アルバムからの第1弾シングルとして「ミス・ジャクソン」が発売され、ミュージック・ビデオが公開された。8月4日からアルバムのプロモーションを目的としたヘッドライニング・ツアーが開始され、9月からはフォール・アウト・ボーイの『Save Rock and Roll Tour』に同行。

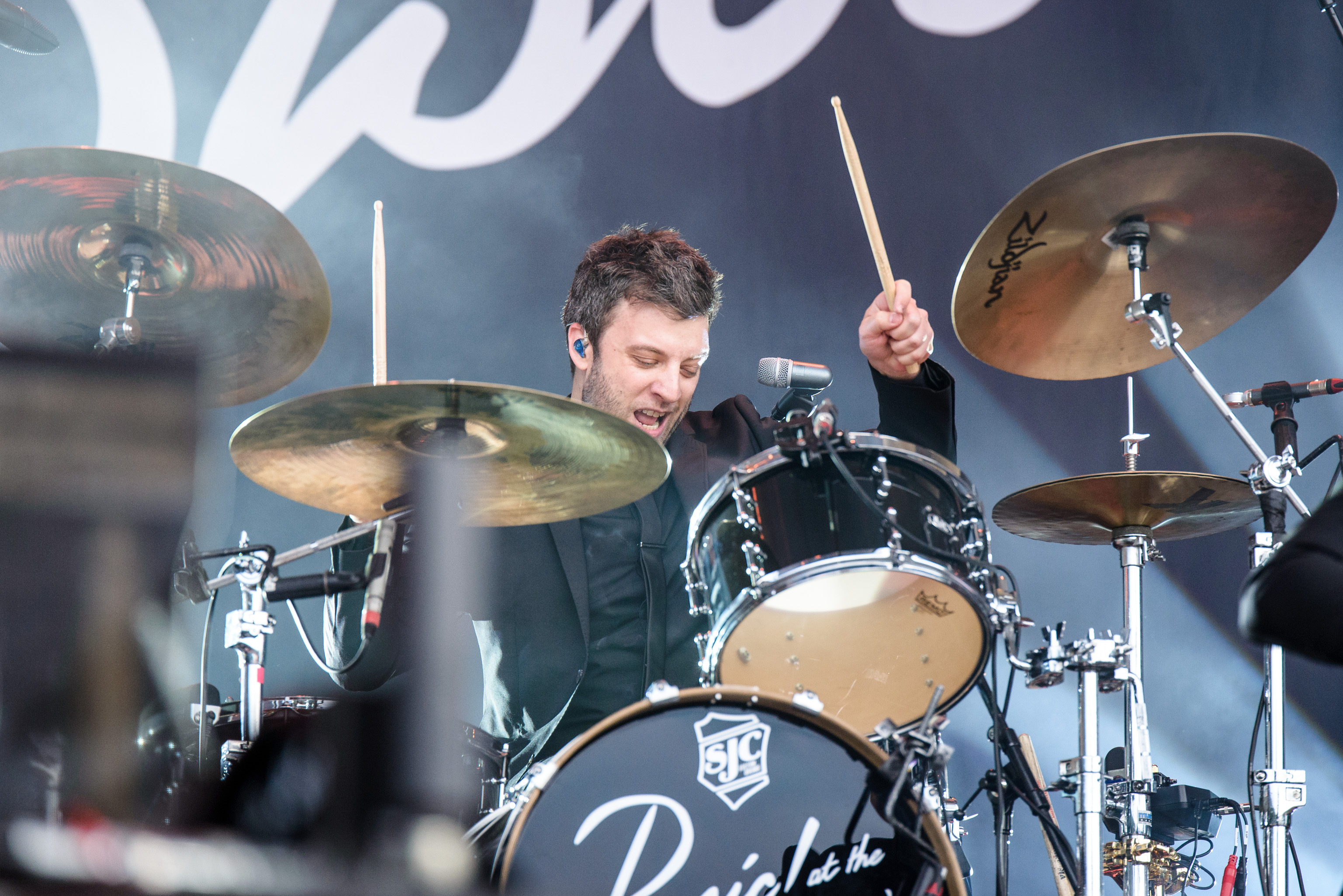
スミスの代役として参加したダン・パウロヴィッチ（2016年撮影）。2013年8月以降バンドの解散までツアーメンバーとして関わった。

しかしツアー開始前の7月、スミスが約4年半に及ぶアルコールと処方薬依存を告白。この時点ですでに克服したとしていたが、後にリハビリのためにツアーには不参加であると発表された。ツアーではバレンシアのダン・パウロヴィッチがスミスの代役を務めた。同時期にギタリストのケネス・ハリスがツアー・メンバーとして加わった。
10月8日、4作目のスタジオ・アルバム『生かしておくには型破り過ぎるが、殺すにはレアすぎる!』を発売。アルバムは初週で84,000枚を売り上げ、Billboard 200では2008年発売の『プリティ。オッド。』以来2作目となる初登場2位を記録した。2014年2月28日に同作の収録曲「ニコチン」のミュージック・ビデオが公開され、5月6日にイギリスで同曲を表題曲とした4曲入りEPが発売された。
2014年9月22日付の『G1』のインタビューで、ユーリーは新作のアイデアについて触れ、ソロとしての作品か、パニック!アット・ザ・ディスコとしての作品かは未定であると語った。また、後日のオルタナティヴ・プレスのインタビューでは、ユーリーがスミスのバンドへの復帰について「今のところその予定はない」と語った。

### 2015年 - 2021年: ソロプロジェクトへの移行
2015年4月2日にスミスが脱退を発表、これによりバンドのオリジナル・メンバーはユーリーのみとなった。同月13日、ケラング!はユーリーがバンドの5作目のスタジオ・アルバムの制作に取りかかっていることを報じた。

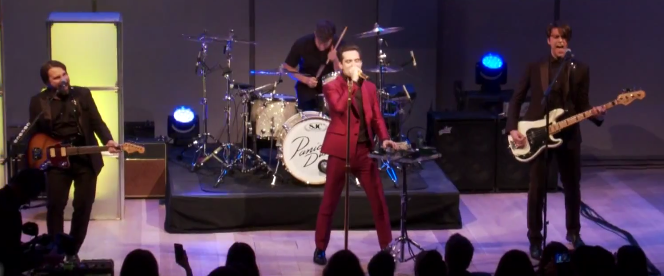
第7回ショーティー・アワードでの演奏の様子。これがユーリーのソロプロジェクトとなってから初の演奏の場となった。

4月20日、事前告知なく「ハレルヤ」がシングルとして発売される。同曲はBillboard Hot 100で初登場40位を記録し、2006年に発売された「アイ・ライト・シンズ・ノット・トラジェディーズ〜いつわりのウェディング」以来約9年ぶりのトップ40入りとなった。5月16日、「KROQ Weenie Roast」に出演。9月29日、後に発売されるアルバムからの第2弾シングルとして「ビクトリアス」を発売。10月22日、バンドの公式Facebookページで2016年1月15日に5作目のスタジオ・アルバム『ある独身男の死』を発売することを発表。この時期にはウィークスの扱いが再びツアー・メンバーとなったことが噂され、当時の公式Twitter上でウィークスはベースの演奏は継続する一方で、「創作面で関わることはない」と述べた。これにより『ある独身男の死』がユーリーのソロプロジェクトとなってから発売される初のスタジオ・アルバムとなった。同日、アルバムからの第3弾シングルとして「裸の王様」が発売され、ミュージック・ビデオが公開された。また、11月26日には「LA バンザイ」、12月31日には「あまり良い思いさせないで!」がそれぞれプロモーション・シングルとして発売された。
2016年6月から8月にかけてウィーザーとのコ・ヘッドライニング・ツアー「Summer Tour 2016」を開催。8月に映画『スーサイド・スクワッド』のサウンドトラックが発売され、同作にクイーンの「ボヘミアン・ラプソディ」のカバーで参加。
2017年12月15日、4作目のライブ・アルバム『All My Friends We're Glorious: Death of a Bachelor Tour Live』を発売。同作は音楽配信と期間限定の2枚組LPの2形態で発売された。この5日後に「Feels Like Christmas」と題したクリスマスソング（アルバム未収録曲）を発売。12月27日、ウィークスがアイ・ドント・ノウ・ハウ・バット・ゼイ・ファウンド・ミーとしての活動に専念するために、パニック!アット・ザ・ディスコから別離することを発表。

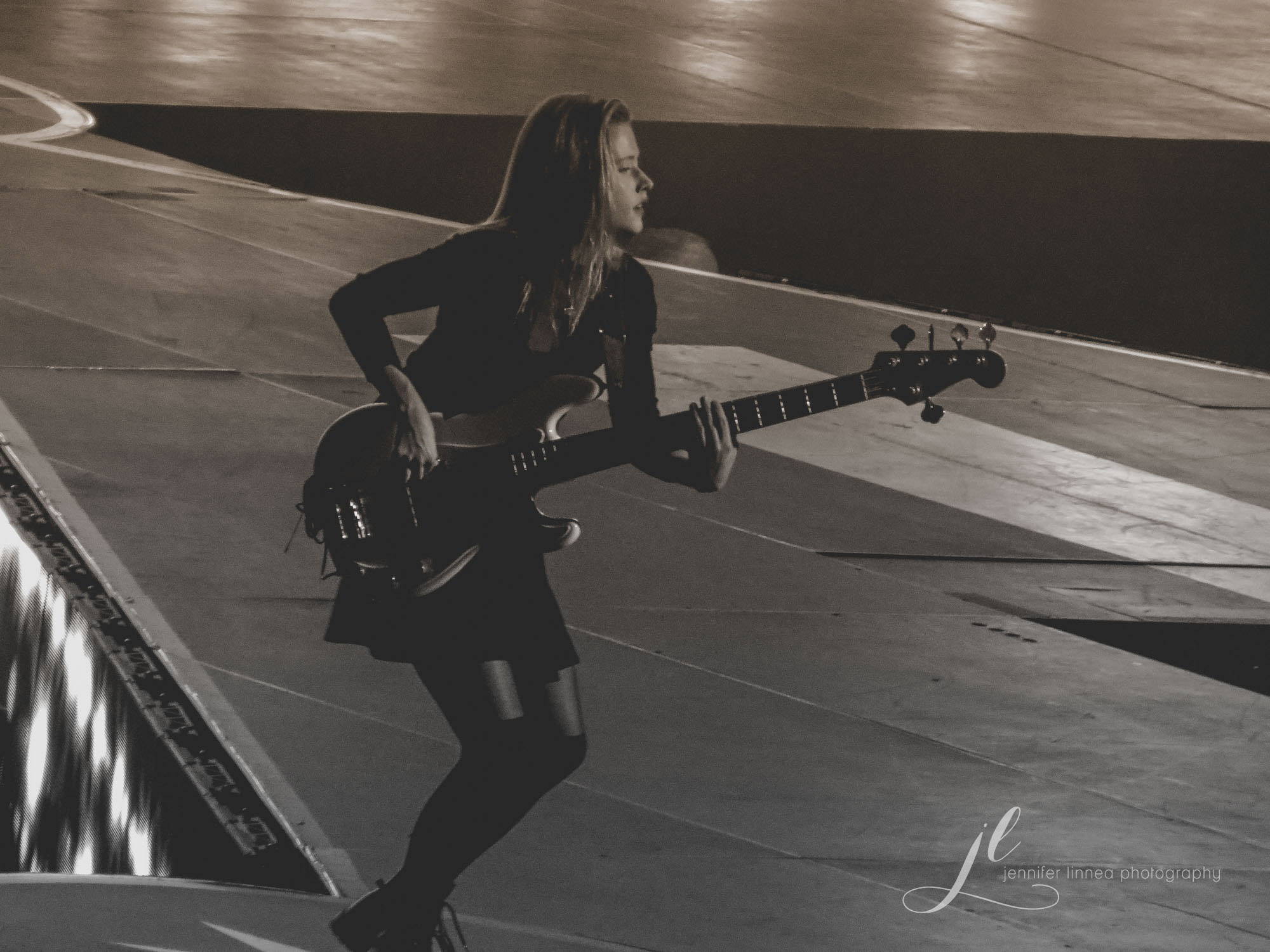
ウィークスの後任として参加したニコル・ロウ（2018年撮影）

2018年3月19日、クリーブランド公演でサポートベーシストとしてニコル・ロウを迎えたことを発表。3月21日、「セイ・アーメン（サタデー・ナイト）」と「（ファック・ア）シルヴァー・ライニング」を発売。同日、6月22日に6作目のスタジオ・アルバム『プレイ・フォー・ザ・ウィキッド』を発売することと、同作を引っさげたライブツアーを開催することを発表。5月23日にアルバムからの第2弾シングルとして「ハイ・ホープス」を発売。同曲は、Billboard Hot 100で最高位4位を記録し、『ビルボード』誌のHot Rock Songsでは65週にわたって第1位を獲得した。
6月7日、スタンレー・カップ・ファイナルの第5戦に先立ち、ベラージオにある噴水で演奏を披露。8月24日から26日にかけて開催された『レディング・フェスティバル』ではケンドリック・ラマーとともにヘッドライナーを務めた。8月27日、「ハイ・ホープス」のミュージック・ビデオを公開。同ミュージック・ビデオは、2019年のMTV Video Music Awardsで最優秀ロックビデオ賞を受賞した。9月22日、ハリスが「個人的な事情」を理由に別離することを発表。10月6日、ハリスの後任として元スパークス・ザ・レスキューのマイク・ネイランを迎えたことを発表。
10月22日から25日にかけて単独では初となる日本ツアー「PRAY FOR THE WICKED TOUR IN JAPAN 2018」を開催。11月16日に発売された『グレイテスト・ショーマン：リイマジンド』に「ザ・グレイテスト・ショー」のカバーで参加。
2019年11月22日に公開されたディズニーのアニメーション映画『アナと雪の女王2』で、エンドクレジットとして「イントゥ・ジ・アンノウン」をカバー歌唱。このカバー・バージョンは、同月4日にシングルとして発売された。

### 2022年 - 2023年: 『ヴィヴァ・ラス・ヴェンジャンス』、解散
2019年5月、『ビルボード』誌の取材でユーリーは「もう少し休みを取ろうと思っていたら、もう曲作りを始めちゃってね。何も計画はなくて、ただいろんなアイデアに取り組んでいるんだ。もう抑えられないから次のパニック!のレコードが出るのもそう遠くない話だよ」と語った。
2022年5月14日、「shutupandgotobed.com」というウェブサイトを通じて近日中に新作についての発表があることをほのめかした。同月29日、後に発売する新作に関係する楽曲「ヴィヴァ・ラス・ヴェンジャンス」を6月1日にシングルとして発売することを発表。シングル発売日となった6月1日、8月19日に7作目のスタジオ・アルバム『ヴィヴァ・ラス・ヴェンジャンス』を発売することを発表。7月20日に第2弾シングルとして「ミドル・オブ・ア・ブレイクアップ」、8月5日に第3弾シングルとして「ローカル・ゴッド」、8月16日に第4弾シングルとして「ドント・レット・ザ・ライト・ゴー・アウト」が発売された。アルバム発売日には、「サッド・クラウン」のミュージック・ビデオが公開された
2022年10月28日、TikTok上での人気を受けて「ハウス・オブ・メモリーズ」のオリジナルバージョンを含む3バージョンを収録したEPを発売。
2022年11月15日、日本時間12月8日の19時からオンライン・コンサート『Everybody Needs A Place To Go』を配信することを発表。同イベントでは『Viva Las Vengeance Tour』からシカゴ公演の様子が配信された。
2023年1月24日、ユーリーが妻との間に第1子が生まれることと、家族に集中するためにパニック!アット・ザ・ディスコを解散することを発表。2023年3月10日に開催されたマンチェスター公演をもって解散。

### 2025年: 再始動
2024年10月29日、2025年10月18日に開催される音楽フェスティバル『ホエン・ウィ・ワー・ヤング』のヘッドライナーの1組として出演することを発表。同フェスティバルにおいて、発売20周年を迎えるデビュー・アルバム『フィーバーは止まらない』の再現を行うことが報じられている。

## 音楽性

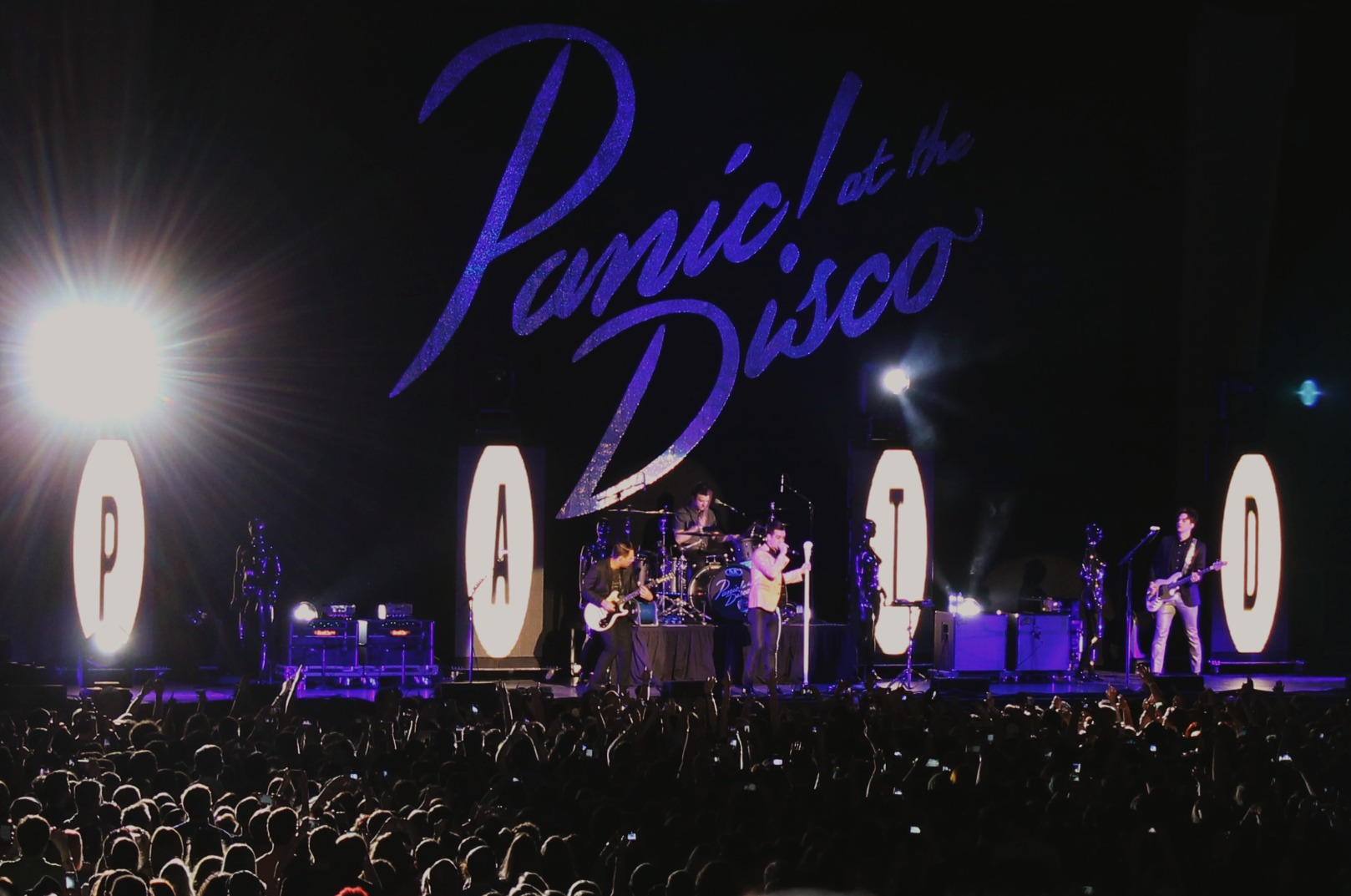
2013年の公演にて

パニック!アット・ザ・ディスコの音楽スタイルは、主にポップ・ロック、ポップ、バロック・ポップ、エレクトロ・ポップ、オルタナティヴ・ロック、エモ・ポップ、ポップ・パンク、ダンス・パンク、エモ、ダンス・ポップ、シンセポップとされる。
エモ・バンドと称されることについて、ユーリーは2006年の『NME』誌のインタビューで（俺たちを）わかってない！　弱っちっくて〔ママ〕恋愛がうまく行かない奴らが、自分たちはどれだけ可哀相かってことを歌にしてんだろ。俺たちの曲を聴いてみろ。そんなトーンの曲は１つもない。エモはクソだ！と語っている。

## メンバー
解散時のメンバー
- ブレンドン・ユーリー（Brendon Urie） – リード・ボーカル、ギター、鍵盤楽器、ベース（2004年 - 2023年）、ドラム、パーカッション（2015年 - 2023年）

途中脱退したメンバー
- ライアン・ロス（Ryan Ross） – ギター、鍵盤楽器、ボーカル（2004年 - 2009年）
- スペンサー・スミス（Spencer Smith） – ドラム、パーカッション（2004年 - 2015年）
- ブレント・ウィルソン（Brent Wilson） – ベース（2004年 - 2006年）
- ジョン・ウォーカー（Jon Walker） – ベース、鍵盤楽器、ギター、バッキング・ボーカル（2006年 - 2009年）
- ダロン・ウィークス（Dallon Weekes） – ベース、鍵盤楽器、ボーカル（正規 2010年 - 2015年 / ツアーバンド・メンバー 2009年 - 2010年、2015年 - 2017年）

ツアーバンド・メンバー
- バートラム・ネイスン（Bartram Nason） – チェロ、鍵盤楽器、パーカッション（2006年 - 2007年）
- エリック・ロニック（Eric Ronick） – 鍵盤楽器、パーカッション、バッキング・ボーカル（2006年 - 2008年）
- イアン・クロフォード（Ian Crawford） – ギター、パーカッション、バッキング・ボーカル（2009年 - 2012年）
- ダン・パウロヴィッチ（Dan Pawlovich） – ドラム、パーカッション、バッキング・ボーカル（2013年 - 2023年）
- ケネス・ハリス（Kenneth Harris） – ギター、バッキング・ボーカル（2013年 - 2018年）
- クリス・バウティスタ（Chris Bautista） – トランペット（2016年 - 2023年）
- エルム・ナヴァロ（Erm Navarro） – トロンボーン（2016年 - 2023年）
- ジェシー・モロイ（Jesse Molloy） – サクソフォーン（2016年 - 2023年）
- ニコル・ロウ（Nicole Row） – ベース、バッキング・ボーカル（2018年 - 2023年）
- キアラ・アナ・ペリコ（Kiara Ana Perico） – ヴィオラ（2018年 - 2023年）
- リー・メッツラー（Leah Metzler） – チェロ（2018年 - 2023年）
- マイク・ネイラン（Mike Naran） – ギター、バッキング・ボーカル（2018年 - 2023年）
- デジレー・ホズリー（Desiree Hazley） – ヴァイオリン（2018年 - 2019年）
- ミシェル・シン（Michelle Shin） – ヴァイオリン（2022年 - 2023年）
- ジェイク・シンクレア（Jake Sinclair） – ギター、バッキング・ボーカル（2022年 - 2023年）
- マイク・ヴァイオラ（Mike Viola） – ギター、バッキング・ボーカル（2022年 - 2023年）
- レイチェル・ホワイト（Rachel White） – ギター、バッキング・ボーカル（2022年 - 2023年）

## 作品
スタジオ・アルバム
- 『フィーバーは止まらない』 – A Fever You Can't Sweat Out（2005年）
- 『プリティ。オッド。』 – Pretty. Odd.（2008年）
- 『悪徳と美徳』 – Vices & Virtues（2011年）
- 『生かしておくには型破り過ぎるが、殺すにはレアすぎる!』 – Too Weird to Live, Too Rare to Die!（2013年）
- 『ある独身男の死』 – Death of a Bachelor（2016年）
- 『プレイ・フォー・ザ・ウィキッド』 – Pray for the Wicked（2018年）
- 『ヴィヴァ・ラス・ヴェンジャンス』 – Viva Las Vengeance（2022年）

## ライブツアー
ヘッドライニング
- Nothing Rhymes with Circus Tour（2006年）
- Vice & Virtues Tour（2011年）
- 2013 Tour（2013年）
- Too Weird to Live, Too Rare to Die! Tour（2014年）
- The Gospel Tour（2014年）
- Death of a Bachelor Tour（2017年）
- Pray for the Wicked Tour（2018年 - 2019年）
- Viva Las Vengeance Tour（2022年 - 2023年）

コ・ヘッドライニング
- Nintendo Fusion Tour（2005年）
- Honda Civic Tour（2008年）
- Rock Band Live Tour（2008年）
- Summer Tour 2016（2016年）

オープニング・アクト
- Take Cover Tour（アクセプタンスのヘッドライニング・ツアー）（2005年）
- Ambitious Ones and Smoking Guns Tour（ジ・アカデミー・イズのヘッドライニング・ツアー）（2006年）
- Truckstops & Statelines Tour（ジ・アカデミー・イズのヘッドライニング・ツアー）（2006年）
- Blink-182 in Concert（ブリンク 182のヘッドライニング・ツアー）（2009年）
- Save Rock and Roll Tour（フォール・アウト・ボーイのヘッドライニング・ツアー）（2013年）

## 受賞・ノミネート歴

### アメリカン・ミュージック・アワード
| 年   | カテゴリ                                                         | ノミネート対象                | 結果       | 注      |
| ---- | ---------------------------------------------------------------- | ----------------------------- | ---------- | ------- |
| 2018 | フェイヴァリット・アーティスト（オルタナティヴ・ロック）         | パニック!アット・ザ・ディスコ | 受賞       | [ 223 ] |
| 2019 | フェイヴァリット・アーティスト（オルタナティヴ・ロック）         | パニック!アット・ザ・ディスコ | ノミネート | [ 224 ] |
| 2019 | フェイヴァリット・デュオ/グループ・アーティスト（ポップ/ロック） | パニック!アット・ザ・ディスコ | ノミネート | [ 224 ] |
| 2019 | フェイヴァリット・ソング（ポップ/ロック）                        | 「ハイ・ホープス」            | ノミネート | [ 224 ] |

### ビルボード・ミュージック・アワード
| 年   | カテゴリ                       | ノミネート対象                             | 結果       | 注      |
| ---- | ------------------------------ | ------------------------------------------ | ---------- | ------- |
| 2018 | トップ・ロック・アルバム賞     | 『ある独身男の死』                         | ノミネート | [ 225 ] |
| 2019 | トップ・デュオ/グループ賞      | パニック!アット・ザ・ディスコ              | ノミネート | [ 226 ] |
| 2019 | トップ・ロック・アーティスト賞 | パニック!アット・ザ・ディスコ              | ノミネート | [ 226 ] |
| 2019 | トップ・ロック・アルバム賞     | 『プレイ・フォー・ザ・ウィキッド』         | 受賞       | [ 226 ] |
| 2019 | トップ・ロック・ソング賞       | 「ハイ・ホープス」                         | 受賞       | [ 226 ] |
| 2020 | トップ・デュオ/グループ賞      | パニック!アット・ザ・ディスコ              | ノミネート | [ 227 ] |
| 2020 | トップ・ロック・アーティスト賞 | パニック!アット・ザ・ディスコ              | 受賞       | [ 227 ] |
| 2020 | トップ・ロック・ソング賞       | 「ヘイ・ルック・マ、アイ・メイド・イット」 | 受賞       | [ 227 ] |

### グラミー賞
| 年   | カテゴリ                                     | ノミネート対象         | 結果       | 注      |
| ---- | -------------------------------------------- | ---------------------- | ---------- | ------- |
| 2009 | 最優秀ボックスドもしくは特別限定版パッケージ | 『プリティ。オッド。』 | ノミネート | [ 228 ] |
| 2017 | 最優秀ロック・アルバム                       | 『ある独身男の死』     | ノミネート | [ 229 ] |

### iHeartRadio Music Awards
| 年   | カテゴリ                                   | ノミネート対象                     | 結果       | 注      |
| ---- | ------------------------------------------ | ---------------------------------- | ---------- | ------- |
| 2019 | 最優秀デュオ/グループ                      | パニック!アット・ザ・ディスコ      | ノミネート | [ 230 ] |
| 2019 | 最優秀オルタナティヴ・ロック・アーティスト | パニック!アット・ザ・ディスコ      | ノミネート | [ 230 ] |
| 2019 | 最優秀オルタナティヴ・ロック・ソング       | 「ハイ・ホープス」                 | 受賞       | [ 230 ] |
| 2019 | 最優秀オルタナティヴ・ロック・アルバム     | 『プレイ・フォー・ザ・ウィキッド』 | 受賞       | [ 230 ] |

### MTVヨーロッパ・ミュージック・アワード
| 年   | カテゴリ               | ノミネート対象                | 結果       | 注      |
| ---- | ---------------------- | ----------------------------- | ---------- | ------- |
| 2018 | 最優秀オルタナティヴ賞 | パニック!アット・ザ・ディスコ | 受賞       | [ 231 ] |
| 2019 | 最優秀ロック賞         | パニック!アット・ザ・ディスコ | ノミネート | [ 232 ] |
| 2022 | 最優秀オルタナティヴ賞 | パニック!アット・ザ・ディスコ | ノミネート | [ 233 ] |

### MTV Video Music Awards
| 年   | カテゴリ                     | ノミネート対象                                                             | 結果       | 注              |
| ---- | ---------------------------- | -------------------------------------------------------------------------- | ---------- | --------------- |
| 2006 | 最優秀ビデオ賞               | 「アイ・ライト・シンズ・ノット・トラジェディーズ〜いつわりのウェディング」 | 受賞       | [ 234 ]         |
| 2006 | 最優秀新人賞                 | 「アイ・ライト・シンズ・ノット・トラジェディーズ〜いつわりのウェディング」 | ノミネート | [ 234 ]         |
| 2006 | 最優秀グループビデオ賞       | 「アイ・ライト・シンズ・ノット・トラジェディーズ〜いつわりのウェディング」 | ノミネート | [ 234 ]         |
| 2006 | 最優秀ロックビデオ賞         | 「アイ・ライト・シンズ・ノット・トラジェディーズ〜いつわりのウェディング」 | ノミネート | [ 234 ]         |
| 2006 | 最優秀芸術監督賞             | 「アイ・ライト・シンズ・ノット・トラジェディーズ〜いつわりのウェディング」 | ノミネート | [ 235 ]         |
| 2008 | 最優秀ポップビデオ賞         | 「ナイン・イン・ジ・アフターヌーン〜恋するタイミング」                     | ノミネート | [ 236 ]         |
| 2008 | 最優秀ビデオディレクション賞 | 「ナイン・イン・ジ・アフターヌーン〜恋するタイミング」                     | ノミネート | [ 237 ]         |
| 2016 | 最優秀ロックビデオ賞         | 「ビクトリアス」                                                           | ノミネート | [ 238 ]         |
| 2018 | 最優秀ロックビデオ賞         | 「セイ・アーメン（サタデー・ナイト）」                                     | ノミネート | [ 239 ]         |
| 2019 | 最優秀ロックビデオ賞         | 「ハイ・ホープス」                                                         | 受賞       | [ 154 ]         |
| 2022 | 最優秀オルタナティヴビデオ賞 | 「ヴィヴァ・ラス・ヴェンジャンス」                                         | ノミネート | [ 240 ]         |
| 2023 | 最優秀振付賞                 | 「ミドル・オブ・ア・ブレイクアップ」                                       | ノミネート | [ 241 ] [ 242 ] |

### ティーン・チョイス・アワード
| 年   | カテゴリ                                | ノミネート対象                                                             | 結果       | 注      |
| ---- | --------------------------------------- | -------------------------------------------------------------------------- | ---------- | ------- |
| 2006 | チョイス・ロック・ソング                | 「アイ・ライト・シンズ・ノット・トラジェディーズ〜いつわりのウェディング」 | ノミネート | [ 243 ] |
| 2008 | チョイス・ロック・ソング                | 「ナイン・イン・ジ・アフターヌーン〜恋するタイミング」                     | ノミネート | [ 244 ] |
| 2018 | チョイス・ロック・アーティスト          | パニック!アット・ザ・ディスコ                                              | ノミネート | [ 245 ] |
| 2018 | チョイス・ロック/オルタナティヴ・ソング | 「ハイ・ホープス」                                                         | ノミネート | [ 245 ] |
| 2019 | チョイス・ミュージック・グループ        | パニック!アット・ザ・ディスコ                                              | ノミネート | [ 246 ] |
| 2019 | チョイス・ロック・アーティスト          | パニック!アット・ザ・ディスコ                                              | 受賞       | [ 246 ] |
| 2019 | チョイス・ソング：グループ              | 「ヘイ・ルック・マ、アイ・メイド・イット」                                 | ノミネート | [ 246 ] |
| 2019 | チョイス・ロック・ソング                | 「ヘイ・ルック・マ、アイ・メイド・イット」                                 | 受賞       | [ 246 ] |

### トニー賞
| 年   | カテゴリ         | ノミネート対象                     | 結果       | 注      |
| ---- | ---------------- | ---------------------------------- | ---------- | ------- |
| 2018 | オリジナル楽曲賞 | 『スポンジ・ボブ／スクエアパンツ』 | ノミネート | [ 247 ] |

### その他の賞
| 年   | 賞                                 | カテゴリ                                                   | ノミネート対象                                                             | 結果       | 注      |
| ---- | ---------------------------------- | ---------------------------------------------------------- | -------------------------------------------------------------------------- | ---------- | ------- |
| 2006 | TMFアワード                        | 最優秀ビデオ賞（インターナショナル部門）                   | 「アイ・ライト・シンズ・ノット・トラジェディーズ〜いつわりのウェディング」 | 受賞       | [ 248 ] |
| 2006 | GAFFA賞                            | 最優秀新人アーティスト賞（インターナショナル部門）         | パニック!アット・ザ・ディスコ                                              | ノミネート | [ 249 ] |
| 2007 | ロス・プレミオMTVラテンアメリカ    | ベスト・インターナショナル・ロック・グループ賞             | パニック!アット・ザ・ディスコ                                              | ノミネート | [ 250 ] |
| 2007 | ケラング・アワード                 | ベスト・インターナショナル・バンド賞                       | パニック!アット・ザ・ディスコ                                              | ノミネート | [ 251 ] |
| 2008 | ロス・プレミオMTVラテンアメリカ    | ベスト・インターナショナル・ロック・グループ賞             | パニック!アット・ザ・ディスコ                                              | ノミネート | [ 252 ] |
| 2008 | MTV Asia Awards                    | EDCスタイル賞                                              | パニック!アット・ザ・ディスコ                                              | 受賞       | [ 253 ] |
| 2011 | ケラング・アワード                 | ベスト・シングル賞                                         | 「モナリザのバラード」                                                     | ノミネート | [ 254 ] |
| 2014 | Alternative Press Music Awards     | アーティスト・オブ・ザ・イヤー                             | パニック!アット・ザ・ディスコ                                              | ノミネート | [ 255 ] |
| 2015 | Alternative Press Music Awards     | ベスト・ライブ・バンド賞                                   | パニック!アット・ザ・ディスコ                                              | ノミネート | [ 256 ] |
| 2015 | ロック・サウンド読者投票           | 最優秀ビデオ賞                                             | 「裸の王様」                                                               | 受賞       | [ 257 ] |
| 2016 | Alternative Press Music Awards     | ベスト・ミュージック・ビデオ賞                             | 「裸の王様」                                                               | 受賞       | [ 258 ] |
| 2016 | Alternative Press Music Awards     | ソング・オブ・ザ・イヤー                                   | 「ハレルヤ」                                                               | 受賞       | [ 258 ] |
| 2016 | Alternative Press Music Awards     | アーティスト・オブ・ザ・イヤー                             | パニック!アット・ザ・ディスコ                                              | ノミネート | [ 259 ] |
| 2017 | Alternative Press Music Awards     | アーティスト・オブ・ザ・イヤー                             | パニック!アット・ザ・ディスコ                                              | 受賞       | [ 260 ] |
| 2017 | ピープルズ・チョイス・アワード     | 最優秀グループ                                             | パニック!アット・ザ・ディスコ                                              | ノミネート | [ 261 ] |
| 2018 | Rock Sound Awards                  | アーティスト・オブ・ザ・イヤー                             | パニック!アット・ザ・ディスコ                                              | 受賞       | [ 262 ] |
| 2018 | アウター・クリティクス・サークル賞 | 楽曲賞                                                     | 『スポンジ・ボブ／スクエアパンツ』                                         | 受賞       | [ 263 ] |
| 2019 | ケラング・アワード                 | ベスト・インターナショナル・バンド賞                       | パニック!アット・ザ・ディスコ                                              | ノミネート | [ 264 ] |
| 2019 | LOS40ミュージック・アワード        | インターナショナル・ニュー・アーティスト・オブ・ザ・イヤー | パニック!アット・ザ・ディスコ                                              | ノミネート | [ 265 ] |
| 2019 | LOS40ミュージック・アワード        | インターナショナル・ソング・オブ・ザ・イヤー               | 「ハイ・ホープス」                                                         | ノミネート | [ 265 ] |
| 2022 | ピープルズ・チョイス・アワード     | 最優秀グループ                                             | パニック!アット・ザ・ディスコ                                              | ノミネート | [ 266 ] |